# فرانک کاستلو
فرانسیسکو کاستیلیا (به ایتالیایی: Francesco Castiglia؛ زاده ۲۶ ژانویه ۱۸۹۱ – درگذشته ۱۸ فوریه ۱۹۷۳) شناخته‌شده با نام فرانک کاستلو (به انگلیسی: Frank Costello) یک گانگستر ایتالیایی آمریکایی و از سران مافیا بود. او در زمان خود از بالاترین افراد مافیای آمریکایی به حساب می‌آمد و در بخش وسیعی از جرائم سازمان‌یافته در ایالات متحده آمریکا نقش داشت. از او با لقب نخست‌وزیر مافیا (به انگلیسی: The Prime Minister of Mafia) نیز یاد شده‌است.

## ابتدای زندگی

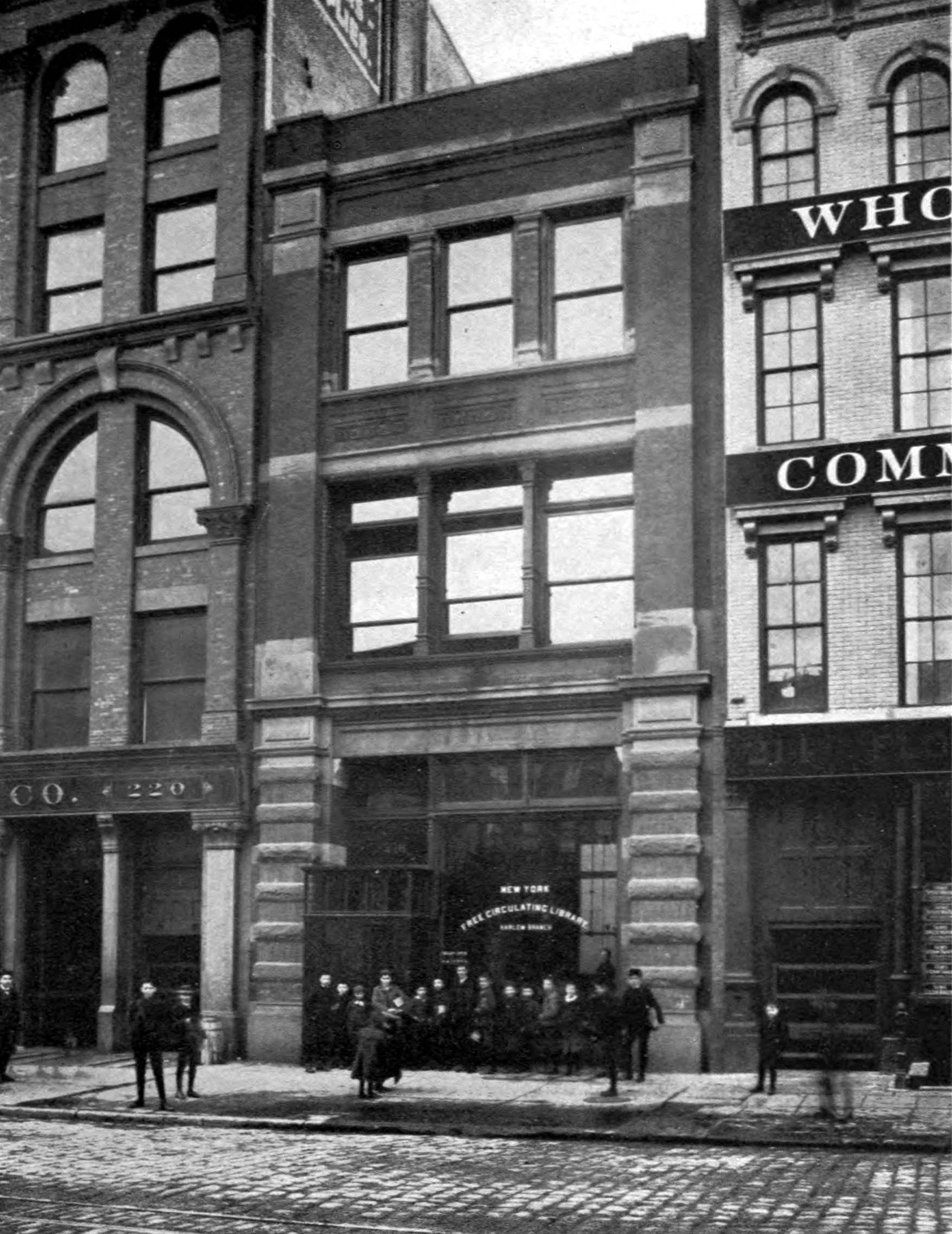
محله کودکی کاستلو

کاستلو در سال ۱۸۹۱ در کاسانا آلیونیو در استان کزنتزا به دنیا آمد و در سال ۱۸۹۵ به همراه خانواده از طریق کشتی به آمریکا مهاجرت کرد. کاستلوی خردسال و خانواده‌اش به پدر خانواده که از چند سال قبل به آمریکا رفته‌بود، پیوستند. پدر کاستلو در محله هارلم شهر نیویورک مالک یک خواربار فروشی کوچک بود.
زمانی‌که کاستلو هنوز کودک بود، برادرش ادوارد او را با دنیای جرم و جنایت آشنا کرد. کاستلو از ۱۳ سالگی عضو یک باند تبهکار شد و به کج‌رفتاری و بزهکاری کوچک می‌پرداخت. کاستلو با اتهامات تعرض و دستبرد در سال‌های ۱۹۰۸، ۱۹۱۲ و ۱۹۱۷ به زندان افتاد.
کاستلو در سال ۱۹۱۸ با لارتا گیجرمن ازدواج کرد و در همان سال به اتهام حمل غیرمجاز اسلحه به مدت ۱۰ ماه به زندان افتاد. او پس از آزادی تصمیم گرفت دیگر هیچگاه به‌طور مستقیم مرتکب جرم نشده و هیچ اسلحه‌ای حمل نکند. او تا سال ۱۹۵۵ یعنی تا ۳۷ سال بعد، دیگر زندانی نشد.

## اتحاد با لوچیانو

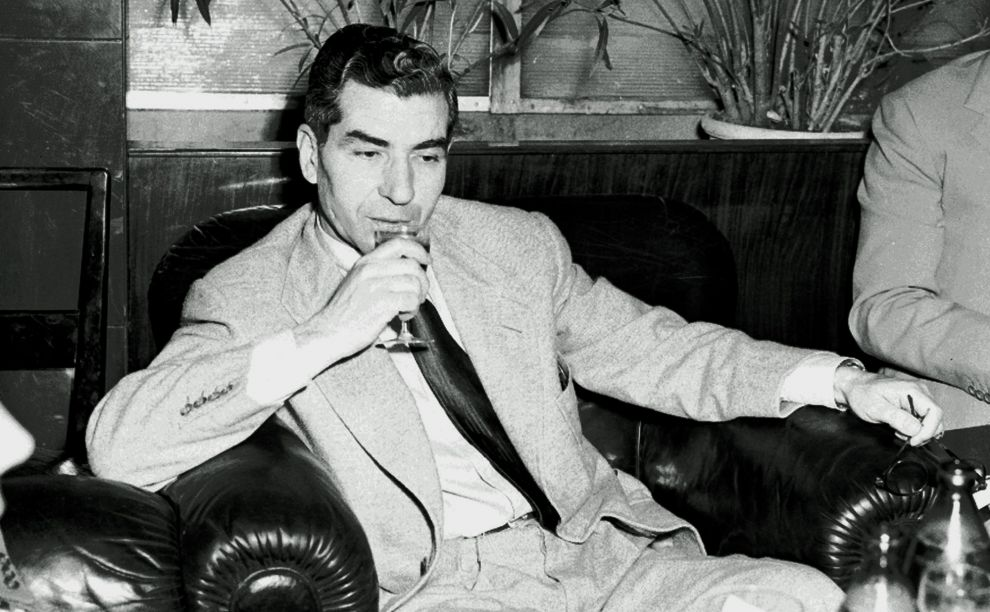
لاکی لوچیانو

کاستلو در حالی‌که برای باندهای تبهکار مختلف کار می‌کرد، با لاکی لوچیانو آشنا شد. لوچیانو در آن زمان رهبر خانواده لوچیانو بود که بر جرائم زیرزمینی محله لوور ایست ساید در نیویورک تسلط داشت. کاستلو و لوچیانو با دو تن از سران خلافکاری دیگر یعنی ویتو گنوسه و تامی لوچزه یک اتحاد سراسری در نیویورک تشکیل دادند. این اتحاد زمینه اولیه تسلط پنج خانواده بر جرائم نیویورک بود.
اتحاد بزرگ ایتالیایی آمریکایی به ابداع کاستلو و لوچیانو، در جرائم مختلفی مثل دزدی، اخاذی، کلاهبرداری قمار و مواد مخدر درگیر بود. پس از آغاز ممنوعیت الکل در ایالات متحده آمریکا از سال ۱۹۲۰، باند کاستلو-لوچیانو وارد دنیای قاچاق مشروبات الکلی شد، که آل کاپون در شیکاگو بر آن تسلط داشت.
کاستلو، لوچیانو و همکاران این دو در سال ۱۹۲۲ وارد باند جو ماسریا شدند که در آن زمان از سران مافیای آمریکایی به حساب می‌آمد. کاستلو در سال ۱۹۲۴ مشاوره و همکاری با باندهای ایرلندی مستقر در هلز کیچن را آغاز کرد. او در قاچاق الکل از خارج به درون آمریکا و تهیه الکل تقلبی نقش فراوانی داشت. کاستلو در نوامبر ۱۹۲۶ به اتهام پرداخت رشوه به مرزبانان دریایی آمریکا محاکمه شد، اما هیئت منصفه او را تبرئه کرد.
کاستلو در دهه ۱۹۲۰ شبکه افراد مرتبط با خود را گسترش داد و در نهایت با طیف گسترده‌ای از گانگسترها، سیاستمداران و بازرگان‌ها با پیش‌زمینه‌های مختلف از جمله ایتالیایی، ایرلندی و یهودی برقرار کرد.

## مرگ
کاستلو در ۱۹ فوریه ۱۹۷۳ در سن ۸۲ سالگی، بر اثر بیماری قلبی در منهتن نیویورک درگذشت.